# Tempel van Aton

Plan van de tempel van Aton

De Tempel van Aton is een cultustempel gewijd aan de god Aton in Karnak. Het is een tempel daterend uit de beginperiode van de regering van farao Achnaton. In het zesde jaar van zijn regering was hij immers weggetrokken naar Amarna. Voordien verbleef hij echter in de hoofdstad Thebe en liet hij ten oosten van de tempel van Amon (Karnak) zijn tempel bouwen.

## Beschrijving van de tempel
De tempel was gericht naar het oosten en mat 130 x 200 m. De tempel bestond uit duizenden talatates. De tempel bestond uit een hal met 5 meter hoge steunpilaren die Achnaton uitbeelden. De koning werd uitgebeeld met hermafrodiete kenmerken. Daarnaast was er nog een centraal hof. Waarschijnlijk was de architectuur gelijk met de Aton-tempel in Amarna.
De naam van het complex is Gem-Pa-Aten (De Aton is gevonden). De onderdelen van de tempel zijn:
- Roedmenoe (Blijvend van monumenten)
- Tenimenoe (Verheven van monumenten)
- Hoetbenben  (Huis van de Benben-steen)

Er is weinig overgebleven van de tempel. 

## Vernietiging van de tempel
De cultus van Aton die na de dood van de farao sterk afnam, zorgde ervoor dat de tempel snel van belang inboette. De tempel werd door Horemheb grotendeels afgebroken en de talatat-blokken dienden als opvulling van de negende pyloon van de tempel van Amon (Karnak). Er zijn bij archeologische werken daar zo'n 15000 stukken teruggevonden, die men probeert op elkaar te laten passen.